# Torpedo de pértiga

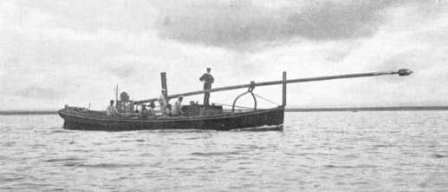
Una lancha de vapor transportando un torpedo de pértiga.

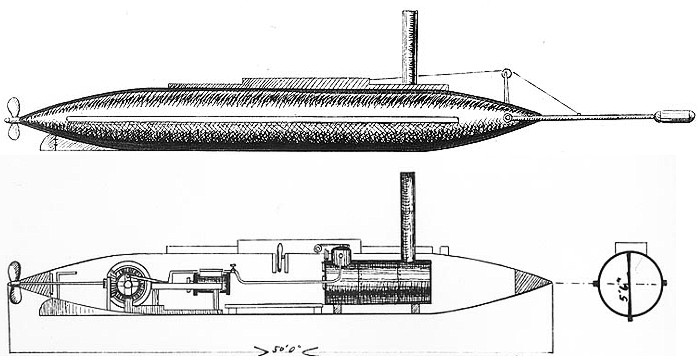
Dibujo del buque torpedero confederado CSS David, mostrando el torpedo de pértiga montado a proa.

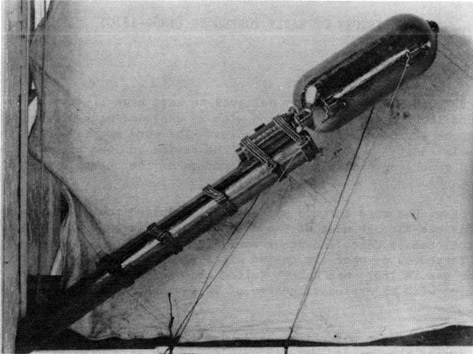
La carga explosiva de un torpedo de pértiga.

El torpedo de pértiga -también llamado torpedo de botalón- es un arma compuesta de una carga explosiva situada en el extremo de una larga vara o pértiga, y unido a una embarcación. El arma es utilizada impactando el extremo de la pértiga en el casco del navío enemigo. Los torpedos de pértiga eran frecuentemente equipados con un espolón barbado en su extremo, para que se claven en el casco de madera de los buques. Una vez clavados, eran detonados mediante una espoleta. 

## Invención
En 1810, Robert Fulton escribió sobre torpedos submarinos y llevó a cabo experimentos con torpedos de pértiga. Barcos armados con torpedos de pértiga fueron empleados durante la guerra anglo-estadounidense de 1812.
E. C. Singer, un ingeniero que trabajó en proyectos secretos para los Estados Confederados de América (Singer era el sobrino de Isaac Singer, el inventor de la máquina de coser), construyó un torpedo de pértiga durante la Guerra de Secesión. El torpedo de Singer era detonado mediante un mecanismo adaptado a partir de la llave de un fusil (véase llave de chispa, un mecanismo similar). El mecanismo de resorte era accionado por una larga cuerda conectada al buque atacante. Este embestía su blanco, clavando el torpedo en su casco y retrocediendo después. Cuando el buque atacante alcanzaba el límite de la cuerda del detonador, el torpedo explotaba.

## Empleo

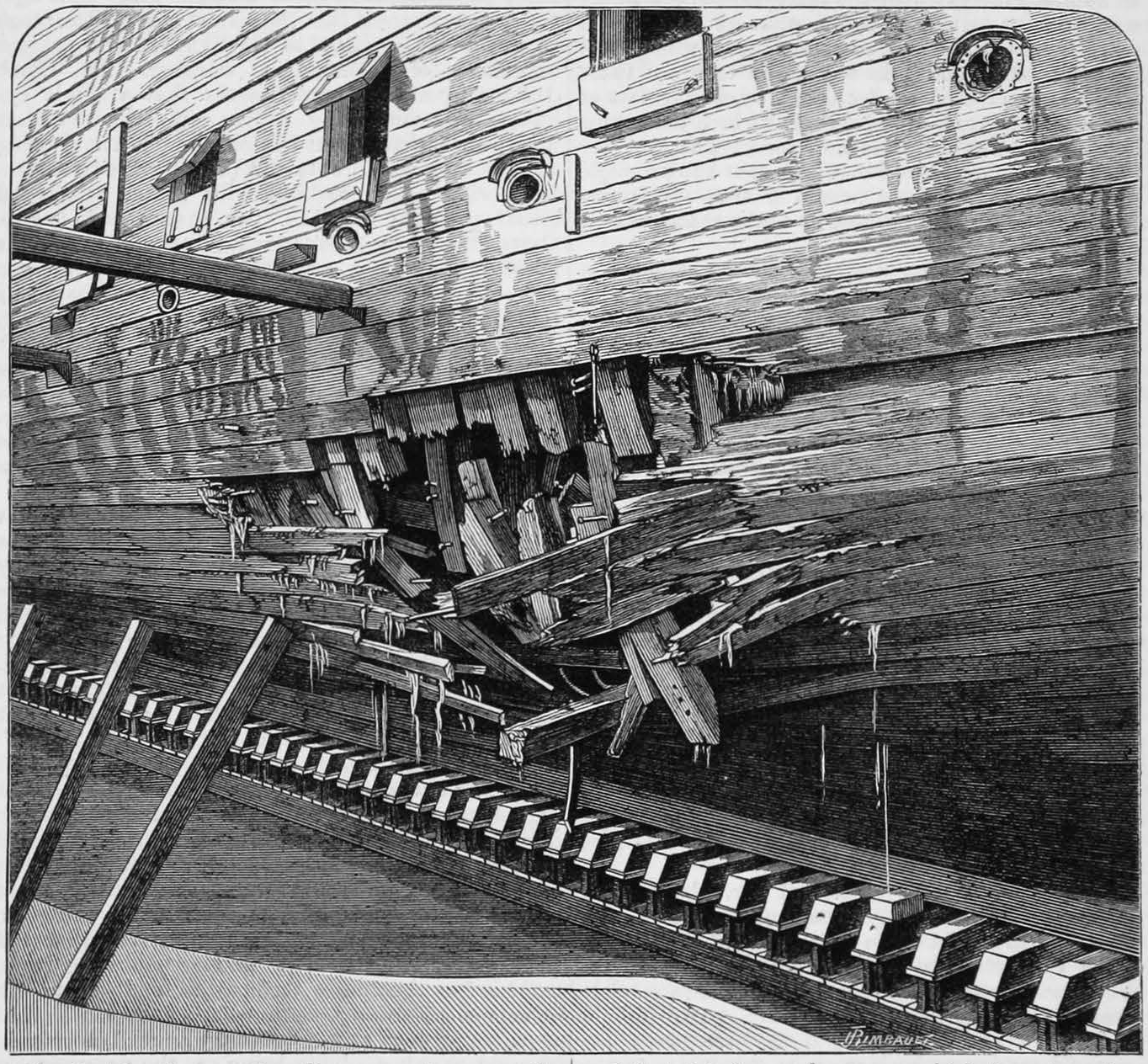
El resultado de la prueba de un torpedo de pértiga francés en 1877.

El más conocido uso de un torpedo de pértiga fue por parte del submarino confederado Hunley, que logró hundir a la balandra de guerra a hélice USS Housatonic el 17 de febrero de 1864, aunque el Hunley se hundió al poco tiempo. Los torpedos de pértiga también fueron empleados por los buques torpederos semisumergibles Clase David. En abril de 1864, la lancha torpedera confederada CSS Squib usó un torpedo de pértiga contra la fragata de hélice USS Minnesota.
En la noche del 27/28 de octubre de 1864, el Teniente Cushing empleó un torpedo de pértiga para hundir al espolón blindado confederado CSS Albemarle. El hundimiento del Albemarle fue el único torpedeo exitoso de un navío confederado por la Armada de la Unión. El Teniente Cushing empléo un torpedo de pértiga diseñado por John Lay.
El novedoso buque torpedero semisumergible de la Unión USS Spuyten Duyvil empleaba un torpedo de pértiga, pero que no se clavaba en el blanco. Con una novedosa pértiga extensible y dirgible, este navío podía soltar una mina ligeramente flotante bajo el blanco, la cual era detonada de la misma forma descrita más arriba. Este navío no fue empleado contra blancos confederados, sino para retirar naufragios de los ríos.
Los torpedos de pértiga además fueron empleados en pequeñas lanchas de madera a fines del siglo XIX, aunque no eran armas muy efectivas. El torpedo automotor (lo que actualmente conocemos como torpedo) reemplazó a los torpedos de pértiga como armamento para submarinos y embarcaciones pequeñas en la década de 1870.
Este tipo de torpedos fueron masivamente empleados por las fuerzas rusas al mando del vicealmirante Stepan Makarov durante la Guerra ruso-turca de 1877-1878. El 26 de mayo de 1877 (14 de mayo en Estilo Antiguo), los navíos Tsarevitch y Ksenya hundieron al monitor fluvial "Seyfi" en el Danubio.
El almirante francés Courbet utilizó dos torpedos de pértiga en la batalla de Fuzhou del 23 de agosto de 1884, hundiendo a la corbeta Yangwu - buque insignia de la Flota de Fujian - y al cañonero Fuxing. Esto demostró que los torpedos de pértiga podían ser eficaces contra buques al ancla, sin protección de redes antitorpedo y con una deficiente vigilancia. El 14 de febrero de 1885, Courbet también hundió a la fragata Yuyuan en la batalla de Shipu con dos torpedos de pértiga.
Los torpedos de pértiga pasaron a ser obsoletos después de la invención del torpedo autopropulsado.